# Difeomorfismo local
En matemáticas, un difeomorfismo local es una aplicación diferenciable f : M → N entre variedades diferenciables tal que, para cada punto p de M, existe un entorno abierto U de p tal que f(U) es abierto en N y f|U : U → f(U) (restricción de f a U) es un difeomorfismo.
Características:
- todo difeomorfismo local es también un homeomorfismo local, luego será una aplicación abierta.
- Un difeomorfismo local y biyectivo será un difeomorfismo.

De acuerdo con el teorema de la función inversa, una aplicación diferenciable f : M → N es un difeomorfismo local si y sólo si la aplicación tangente Tpf : TpM → Tf(p)N es un isomorfismo lineal para todo punto p de M. En particular, esto implica que M y N deben tener la misma dimensión.
No todo difeomorfismo local es un difeomorfismo (global). Baste como ejemplo la aplicación F de R2 en R2 definida por
{\displaystyle F(x,y)=(e^{x}\cos y,\,e^{x}\sin y)}
cuyo determinante jacobiano es no nulo en todo punto. 
Mediante el teorema de la función inversa se puede comprobar que F es un difeomorfismo local. 
Pero no es inyectiva, puesto que F(x,y)=F(x,y+2kπ); por lo tanto no es un difeomorfismo.
Por otra parte, tampoco es sobreyectiva, puesto que (0,0) no pertenece a la imagen de F.
- Datos: Q2276721